# The Four (pel·lícula)
The Four (四大名捕) és una pel·lícula wuxia de Hong Kong del 2012 dirigida per Gordon Chan i Janet Chun. És la primera adaptació cinematogràfica de la sèrie de novel·les de Woon Swee Oan Si Da Ming Bu (四大名捕; Ela quatre grans conestables), que prèviament s'ha adaptat a una sèrie de televisió. En totes les adaptacions i interpretacions, els sobrenoms dels Quatre van continuar sent els mateixos: Emotionless, Iron Hands, Life Snatcher i Cold Blood. Van dedicar les seves habilitats especials al servei del seu cap, el mestre Zhuge, en la resolució de crims i la detenció de poderosos criminals.
La pel·lícula és la primera d'una trilogia, la segona entrega de la qual es va començar a rodar el 2012. The Four II es va estrenar el 6 de desembre de 2013. L'última la pel·lícula, The Four III, es va estrenar el 22 d'agost de 2014

## Argument
La pel·lícula està ambientada durant el regnat de l'Emperador Huizong a finals de la dinastia Song del Nord. El departament governamental conegut com el "Departament Sis" normalment té plena jurisdicció sobre totes les investigacions criminals a la capital imperial. El sisè departament té un bon personal i funciona de manera molt disciplinada. El seu cap, el comandant Liu, classifica els investigadors segons la taxa d'autorització i s'ofereix la possibilitat que un operador sigui nomenat un dels "Quatre Grans".
La història comença amb el país experimentant un augment significatiu de la circulació de la moneda falsificada, la qual cosa condueix a una creixent inquietud i inestabilitat. Els investigadors oficials del Departament Sis, actuant amb un avís, s'afanyen amb tota la força per detenir un sospitós que està intentant vendre una moneda robada a la seca imperial, només per trobar el sospitós i les proves detinguts pels agents d'un servei secret fins ara desconegut, conegut com a Divine Constabulary, que és encarregat pel mateix emperador.
Això desperta gelosia en el comandant Liu, que dispara obertament a Cold Blood, un dels seus millors homes. Liu ordena secretament a Cold Blood que s'infiltri al Divine Constabulary per trobar una manera de fer caure l'agència rival. Liu no sap que el seu propi establiment ha estat infiltrat per agents dobles enviats pel cervell que hi ha darrere de la moneda falsa.
Tot i ser conscient de la veritable missió de Cold Blood, el cap de la Divine Constabulary busca Cold Blood i el dóna la benvinguda a l'agència. Un cop a dins, Cold Blood se sorprèn en observar que el personal de la Divine Constabulary viu i treballa més com una família que com una força de seguretat professional altament formalitzada. Malgrat la seva petita mida, la policia treballa de manera eficient i eficaç a través d'uns quants individus amb habilitats molt especialitzades que són útils per resoldre delictes. Cold Blood troba les seves lleialtats dividides i les coses es fan més difícils a mesura que s'embolica en un triangle amorós amb dues noies, una de cada agència.

## Repartiment
- Deng Chao com a Leng Linqi (Cold Blood)
- Liu Yi Fei com a Sheng Yayu (Emotionless)
- Ronald Cheng com a Cui Lueshang (Life Snatcher)
- Collin Chou com a Tie Youxia (Iron Fist)
- Anthony Wong com a Zhuge Zhengwo
- Jiang Yi Yan com a Ji Yaohua
- Wu Xiu Bo com a An Shigeng (The God of Wealth)
- Cheng Tai Shen com a Bushen (Sheriff King o Lord Liu)
- Fang Anna com a Hudie (Butterfly)
- Ryu Kohata com a Cen Chong (Avalanche)
- Sheren Tang com a Jiaoniang (Tia Poise)
- Bao Bei'er com a Dalang (Big Wolf)
- Emma Wu  com a Ding Dang
- Miao Chi com a Dayong (Guts/Berserker)
- Tina Xiang com a Ling'er (Bell)
- Michael Tong com a Han Long
- Tin Kai-Man com a Jia San
- Waise Lee com a Príncep
- Zhang Song Wen com a Qian Jian (Ministre del tresor o Lord Xu)
- Tang Zhiping com a Butou (Thunderclap)
- Liu Changde com a Xu Feng
- Li Shan Yu com a Firefly
- Jelly Lee com a Cicada
- Qiu Ye com a Dragonfly
- Lee Wan Zhen com a Wasp
- Yu Bo com a Huang Kun
- Bai Li Wei com a Peddler
- Jang Jun He com a Ziao Zhou
- Li Guang Bo com a Xiao Li
- Li Rui Xo com a Ru Yi (Donzella de la tia Poise)

## Producció
The Four inclou personatges d'una sèrie continuada de novel·les wuxia de l'escriptor xinès de Malàisia Woon Swee Oan. Les novel·les s'han adaptat per a algunes sèries de televisió a Hong Kong, Taiwan i la Xina, inclosa la d’ATV The Undercover Agents i The Four de TVB. Gordon Chan havia començat a rodar la pel·lícula l'abril de 2011.

## Estrena
The Four es va estrenar a la Xina i Hong Kong el 12 de juliol de 2012. A Hong Kong, la pel·lícula es va estrenar al cinquè lloc a la taquilla del cap de setmana amb una recaptació de 125.607 HK$. La pel·lícula va recaptar un total de 252.829 dòlars a Hong Kong.

## Recepció
Film Business Asia va donar a la pel·lícula una puntuació de cinc sobre deu, afirmant que The Four "no és exactament avorrida, gràcies a l'amuntegament de la trama i el repartiment, però és molt normal, amb cap tensió, drama o emocions reals."